# جيري مادوكس
جيري مادوكس (بالإنجليزية: Jerry Maddox)‏ هو لاعب كرة قاعدة أمريكي، ولد في 28 يوليو 1953 في ويتير في الولايات المتحدة.

## وصلات خارجية
- جيري مادوكس على موقعبيزبول رفرنس.كوم (الدوري الرئيسي) (الإنجليزية)
- جيري مادوكس على موقعبيزبول رفرنس.كوم (الدوري الثانوي) (الإنجليزية)